# Manihot
Manihot (lat. Manihot), biljni rod iz tropskih krajeva Južne Amerike. Sastoji se od preko 100 vrsta korisnih trajnica, grmova i drveća iz porodice mlječikovki (Euphorbiaceae. Najpoznatija među njima je kasava, manioka ili tapioka (Manihot esculenta, sin. Manihot utilissima), najvažnija biljka američkih Indijanaca iz tropskih šuma Južne Amerike, od kojih naročitim postupkom dobivaju brašno od kojih proizvode lepinje i alkoholna pića. tapioka je i naziv za brašno kojega Indijanci proizvode iz gomolja vrste  A. esculenta.
Manioka se smatra trećim najvećim izvorom ugljikohidrata. Neke vrste uvezene su u druge tropske krajeve, Afrika i Azija. Otrovna gorka vrsta M. ersculente sadži u sebi cijanovodičnu kiselinu, koja se pomoću tipiti cijevi prvo mora iscijediti.

## Vrste
1. Manihot acuminatissima Müll.Arg.
2. Manihot aesculifolia (Kunth) Pohl
3. Manihot allemii M.J.Silva
4. Manihot alterniflora P.Carvalho & M.Martins
5. Manihot alutacea D.J.Rogers & Appan
6. Manihot angustiloba (Torr.) Müll.Arg.
7. Manihot anisophylla (Griseb.) Müll.Arg.
8. Manihot anomala Pohl
9. Manihot appanii M.J.Silva
10. Manihot arenaria M.Mend.
11. Manihot attenuata Müll.Arg.
12. Manihot auriculata McVaugh
13. Manihot baccata Allem
14. Manihot bellidifolia P.Carvalho & M.Martins
15. Manihot boliviana Pax & K.Hoffm.
16. Manihot brachyandra Pax & K.Hoffm.
17. Manihot brachyloba Müll.Arg.
18. Manihot brasiliana M.Mend. & T.B.Cavalc.
19. Manihot breviloba P.Carvalho & M.Martins
20. Manihot caerulescens Pohl
21. Manihot carthagenensis (Jacq.) Müll.Arg.
22. Manihot catingae Ule
23. Manihot caudata Greenm.
24. Manihot cecropiifolia Pohl
25. Manihot cezarii M.Martins
26. Manihot chlorosticta Standl. & Goldman
27. Manihot coimbrana M.Mend.
28. Manihot compositifolia Allem
29. Manihot condensata D.J.Rogers & Appan
30. Manihot confertiflora M.J.Silva
31. Manihot congesta M.Mend. & T.B.Cavalc.
32. Manihot corymbiflora Pax & K.Hoffm.
33. Manihot crassisepala Pax & K.Hoffm.
34. Manihot crotalariiformis Pohl
35. Manihot davisiae Croizat
36. Manihot debilis M.Mend. & T.B.Cavalc.
37. Manihot decurrens M.Mend. & M.Martins
38. Manihot diamantinensis Allem
39. Manihot dichotoma Ule
40. Manihot divergens Pohl
41. Manihot ebracteata M.Mend. & T.B.Cavalc.
42. Manihot elongata P.Carvalho & M.Martins
43. Manihot epruinosa Pax & K.Hoffm.
44. Manihot esculenta Crantz
45. Manihot fabianae M.Mend.
46. Manihot falcata D.J.Rogers & Appan
47. Manihot fallax M.J.Silva & L.S.Inocencio
48. Manihot filamentosa Pittier
49. Manihot flemingiana D.J.Rogers & Appan
50. Manihot foetida (Kunth) Pohl
51. Manihot fortalezensis Nassar, D.G.Ribeiro, Bomfim & P.T.C.Gomes
52. Manihot fruticulosa (Pax) D.J.Rogers & Appan
53. Manihot gabrielensis Allem
54. Manihot gracilis Pohl
55. Manihot grahamii Hook.
56. Manihot gratiosa M.J.Silva
57. Manihot guaranitica Chodat & Hassl.
58. Manihot handroana Cruz
59. Manihot hassleriana Chodat
60. Manihot heptaphylla Ule
61. Manihot hilariana Baill.
62. Manihot hunzikeriana Mart.Crov.
63. Manihot incisa M.Mend. & T.B.Cavalc.
64. Manihot inflata Müll.Arg.
65. Manihot irwinii D.J.Rogers & Appan
66. Manihot jacobinensis Müll.Arg.
67. Manihot janiphoides Müll.Arg.
68. Manihot jolyana Cruz
69. Manihot kalungae M.J.Silva & Sodré
70. Manihot leptophylla Pax & K.Hoffm.
71. Manihot longepetiolata Pohl
72. Manihot longiracemosa P.Carvalho & M.Martins
73. Manihot lourdesiae M.J.Silva
74. Manihot luxurians M.J.Silva
75. Manihot macrocarpa P.Carvalho & M.Martins
76. Manihot maracasensis Ule
77. Manihot marajoara Huber
78. Manihot mcvaughii V.W.Steinm.
79. Manihot membranacea Pax & K.Hoffm.
80. Manihot michaelis McVaugh
81. Manihot minima M.Mend. & T.B.Cavalc.
82. Manihot mirabilis Pax
83. Manihot mossamedensis Taub.
84. Manihot nana Müll.Arg.
85. Manihot neusana Nassar
86. Manihot nogueirae Allem
87. Manihot oaxacana D.J.Rogers & Appan
88. Manihot obovata J.Jiménez Ram.
89. Manihot oligantha Pax & K.Hoffm.
90. Manihot orbicularis Pohl
91. Manihot pachycaulis M.J.Silva
92. Manihot palmata Müll.Arg.
93. Manihot pandurata M.Martins & M.Mend.
94. Manihot pauciflora Brandegee
95. Manihot paviifolia Pohl
96. Manihot peltata Pohl
97. Manihot pentaphylla Pohl
98. Manihot peruviana Müll.Arg.
99. Manihot pilosa Pohl
100. Manihot pinatiloba M.Mend. & T.B.Cavalc.
101. Manihot pohliana Müll.Arg.
102. Manihot pohlii Wawra
103. Manihot populifolia Pax
104. Manihot porphyrantha M.Mend. & T.B.Cavalc.
105. Manihot pringlei S.Watson
106. Manihot procumbens Müll.Arg.
107. Manihot pruinosa Pohl
108. Manihot pseudoglaziovii Pax & K.Hoffm.
109. Manihot pulchrifolius M.J.Silva
110. Manihot purpurea M.Mend. & T.B.Cavalc.
111. Manihot purpureocostata Pohl
112. Manihot pusilla Pohl
113. Manihot quinquefolia Pohl
114. Manihot quinqueloba Pohl
115. Manihot quinquepartita Huber ex D.J.Rogers & Appan
116. Manihot reniformis Pohl
117. Manihot reptans Pax
118. Manihot rhomboidea Müll.Arg.
119. Manihot rubricaulis I.M.Johnst.
120. Manihot sagittata M.Mend. & M.Martins
121. Manihot sagittatopartita Pohl
122. Manihot salicifolia Pohl
123. Manihot saxatilis M.J.Silva & Sodré
124. Manihot scandens L.S.Inocencio & M.J.Silva
125. Manihot sparsifolia Pohl
126. Manihot stellata M.Mend.
127. Manihot stipularis Pax
128. Manihot stricta Baill.
129. Manihot subspicata D.J.Rogers & Appan
130. Manihot surinamensis D.J.Rogers & Appan
131. Manihot takape De Egea & Peña-Chocarro
132. Manihot tenella Müll.Arg.
133. Manihot tomatophylla Standl.
134. Manihot tombadorensis M.Mend. & T.B.Cavalc.
135. Manihot tomentosa Pohl
136. Manihot triloba (Sessé) McVaugh ex Miranda
137. Manihot tripartita (Spreng.) Müll.Arg.
138. Manihot triphylla Pohl
139. Manihot tristis Müll.Arg.
140. Manihot variifolia Pax & K.Hoffm.
141. Manihot veadeirensis M.J.Silva
142. Manihot violacea Pohl
143. Manihot walkerae Croizat
144. Manihot websteri D.J.Rogers & Appan
145. Manihot weddelliana Baill.
146. Manihot xavantinensis D.J.Rogers & Appan
147. Manihot zehntneri Ule

- M. esculenta, gomolji
- M. esculenta,